# バイタルサイン
バイタルサインは、体の生命維持（生命を支える）機能の状態を示す最も重要な4～6個の医学的徴候のグループを指す。これらの測定は、ヒトの一般的な身体的健康状態を評価し、考えられる疾病の手掛かりを得て、容態の状況を示すために行われる。ヒトのバイタルサインの正常範囲は、年齢、体重、性別、全身状態によって異なる。単にバイタルとも呼ばれる。
主要なバイタルサインは4つある：体温、血圧、脈拍（または心拍数）、呼吸数で、それぞれBT、BP、PR（HR）、RRと略記される。ただし、臨床状況によっては、「第5のバイタルサイン」や「第6のバイタルサイン」と呼ばれる他の測定値も含まれることがある。

## 主要なバイタルサイン
ほとんどの医療現場で標準とされている主要なバイタルサインは4つある：
1. 体温
2. 心拍数または脈拍
3. 呼吸数
4. 血圧

必要な機器は体温計、血圧計、そして時計である。 脈拍は手で測定できるが、医療従事者が患者の心尖拍動（しんせんはくどう）を測定するには聴診器が必要な場合がある。

### 体温
体温を測定すると、核心温（体の中心部の温度）の指標が得られる。核心温は厳密に制御されているが（体温調節）、これは生体内の化学反応の速度への影響が大きいためである。体温は、体が産生する熱と失う熱のバランスによって維持される。

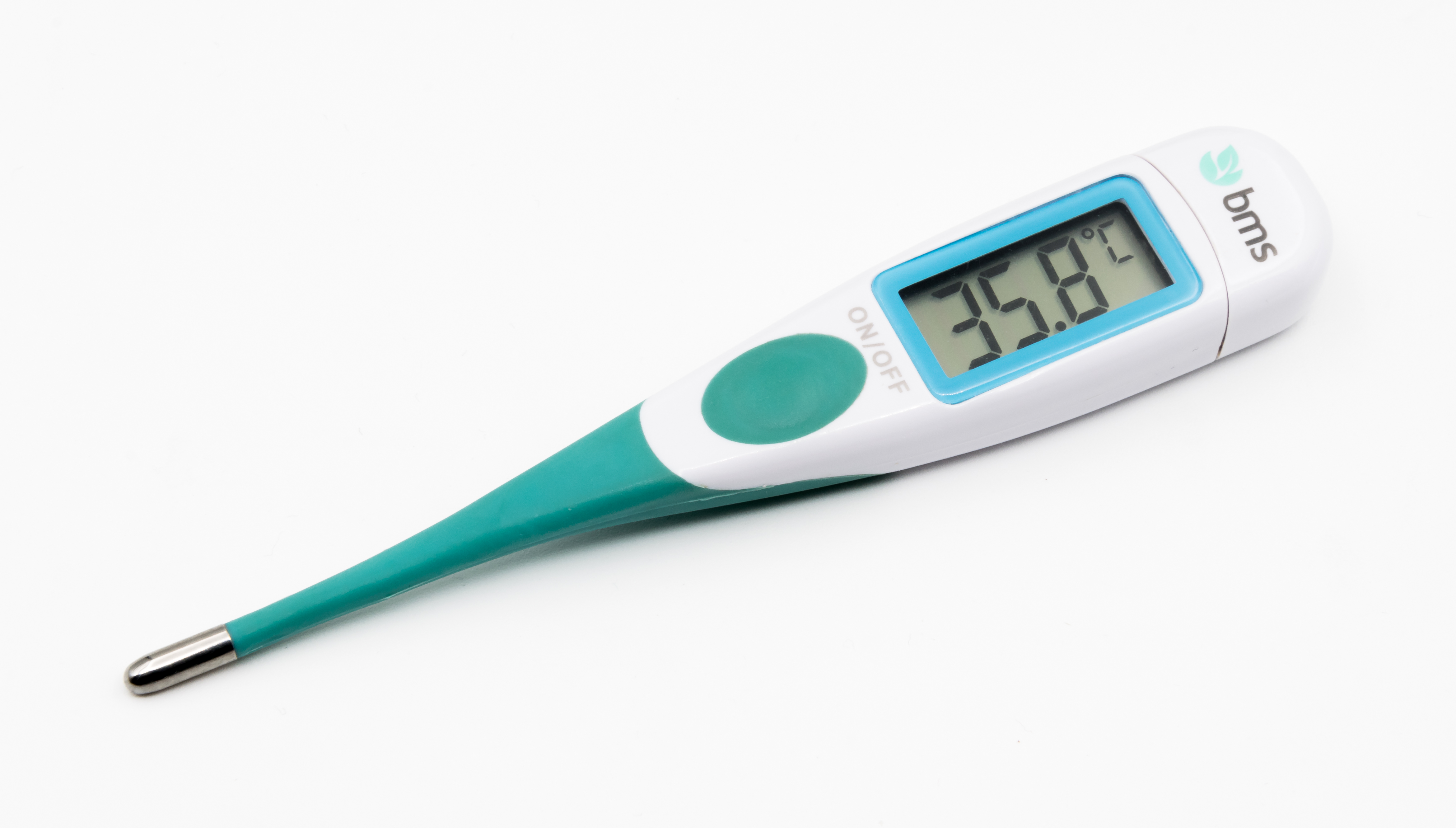
電子体温計

体温は、個人の正常体温の測定部位別、測定条件別のベースラインを確立するために記録される。
体温は口腔内、直腸、腋窩、耳、または皮膚から測定できる。口腔、直腸、腋窩の体温はガラス製または電子体温計で測定できる。 直腸温は口腔温より約0.5℃高く、腋窩温は口腔温より約0.5℃低いことに注意する。 耳と皮膚の体温測定には、これらの部位から温度を測定するように設計された特別な機器が必要である。
37 °C (99 °F)が「正常」体温とされているが、個人差がある。ほとんどのヒトの正常体温は36.0 - 37.5 °C (96.8 - 99.5 °F)の範囲内にある。
体温をチェックする主な理由は、発熱がある場合の全身感染や炎症の兆候を探ることである。発熱とは37.8 °C (100.0 °F)以上の体温と考えられている。 体温上昇の他の原因には熱中症があり、これは制御されていない熱産生や体の熱交換メカニズムの異常によって起こる。
体温低下（低体温症）も評価する必要がある。低体温症は35 °C (95 °F)未満の体温と分類される。
また、時間経過による患者の体温の傾向を確認することも推奨される。38℃の発熱は、患者の以前の体温がそれより高かった場合、必ずしも不吉な兆候を示すものではない。

### 脈拍

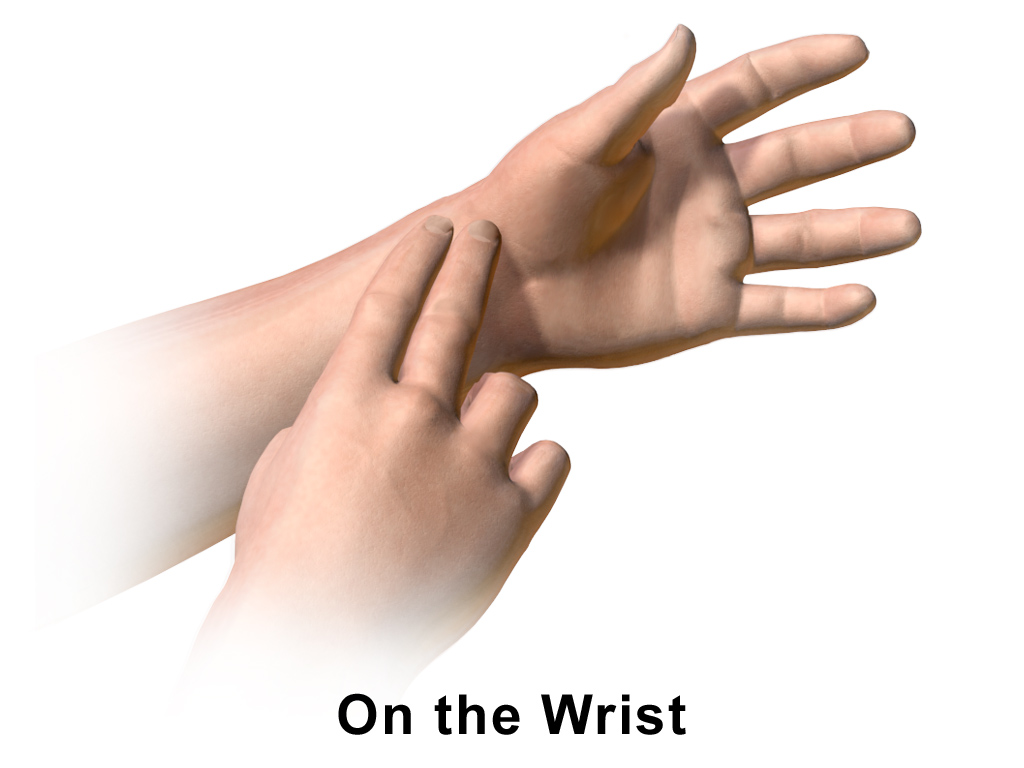
橈骨動脈触知による脈拍測定

脈拍は、心臓が動脈に血液を送り出す際の拍動数で、1分間あたりの拍動数（beats per minute: bpm）として記録される。 心拍数とも呼ばれることがあるが、心拍数は心臓の単位時間あたりの拍動数で、心拍数の提供に加えて、脈拍は強さと明らかなリズムの異常についても評価すべきである。 脈拍は一般的に手首（橈骨動脈）で測定される。他の測定部位には、肘（上腕動脈）、首（頸動脈）、膝の裏（膝窩動脈）、または足（足背動脈や後脛骨動脈）がある。 脈拍は上記の部位で人差し指と中指を使って、しっかりと、しかし優しく圧迫して測定し、60秒間に感じる拍動数を数える（または30秒間数えて2倍する）。 脈拍数は聴診器を使って心拍を直接聴くことでも測定できる。脈拍は運動、体力レベル、病気、感情、薬物によって変動することがある。
脈拍は年齢によっても変動する。新生児の心拍数は100～160bpm、乳児（0～5か月）は90～150bpm、幼児（6～12か月）は80～140bpmとなることがある。 1～3歳の子どもの心拍数は80～130bpm、3～5歳の子どもは80～120bpm、より年長の子ども（6～10歳）は70～110bpm、思春期（11～14歳）は60～105bpmとなることがある。 成人（15歳以上）の心拍数は60～100bpmとなることがある。

### 呼吸数
平均呼吸数は年齢によって異なるが、18歳から65歳のヒトの正常範囲は1分間に16～20回である。 呼吸数の潜在的な呼吸機能障害の指標としての価値は研究されてきたが、研究結果はその価値が限定的であることを示唆している。呼吸の主な機能はCO2を除去して循環血中に重炭酸塩基を残すことであるため、呼吸数はアシドーシスの明確な指標となる。

### 血圧

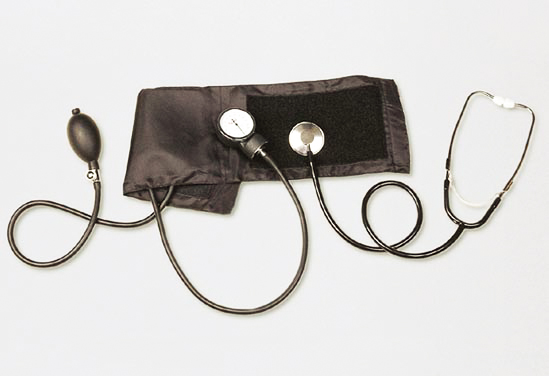
血圧を測定するためのマンシェットと聴診器

血圧は2つの値として記録される。すなわち、心臓の最大収縮時に生じる高い収縮期圧と、より低い拡張期圧である。 成人の正常血圧はおよそ120/80で、120が収縮期血圧、80が拡張期血圧を示す。 収縮期圧と拡張期圧の差を脈圧という。
これらの圧の測定は現在通常アネロイド式または電子式の血圧計で行われる。古典的な測定装置は水銀血圧計である。アメリカとイギリスでは一般的に水銀ミリメートル単位が使用されるが、SI単位の圧力単位が使用されるところもある。血圧は一般的には、上腕動脈で測定される。血圧は四肢の他の部分でも測定される。これらの圧は肢の血管閉塞や動脈閉塞を評価するために使用される（足首上腕指数を参照）。
また、血圧は動脈内にカテーテルを留置して、圧トランスデューサー経由でリアルタイムで測定することも可能であり、これは観血的血圧測定と呼ばれる。

## その他の徴候
アメリカでは、上記の4つに加えて、多くの医療従事者は政府の法により、患者の身長、体重、ボディマス指数を記録することが要求または推奨されている。 従来のバイタルサインとは対照的に、これらの測定値は変化する速度が遅いため、急性の状態変化の評価には有用ではない。しかし、長期の病気や慢性的な健康問題の影響を評価するのには有用である。
バイタルサインの定義は評価される状況によっても異なることがある。特に救急救命士は、病院外の環境では呼吸、脈拍、血圧、体温に加えて意識を「5つのバイタルサイン」として測定するよう教育されている。

### 第5のバイタルサイン
「第5のバイタルサイン」は、以下の異なるパラメータを指すことがある。
- 痛みは、米国退役軍人省などの一部の組織では標準的な第5のバイタルサインとみなされている[12]。 痛みは患者の主観的な報告に基づいて0～10の痛みスケール（英語版）で測定され、信頼性が低い場合がある[13]。 痛みを定期的に記録しても治療方法が変わらない可能性があることを示す研究もある[14][15][16]。

- 月経周期[17][18]
- 酸素飽和度（パルスオキシメトリによる測定）[19][20][21]
- 血糖値[22]

### 第6のバイタルサイン
標準的な「第6のバイタルサイン」は存在せず、その使用は第5のバイタルサインよりも、より非公式で分野に依存している。
- 呼気終末CO2[23][24]

- 機能状態[25]
- 息切れ[26]
- 歩行速度[27]
- せん妄[28]

## 年齢による変動
| 段階     | おおよその年齢 | 収縮期 | 収縮期 | 拡張期 | 拡張期 |
| 段階     | おおよその年齢 | 範囲   | 典型例 | 範囲   | 典型例 |
| -------- | -------------- | ------ | ------ | ------ | ------ |
| 乳児     | 1～12か月      | 75-100 | 85     | 50–70  | 60     |
| 幼児     | 1～4歳         | 80-110 | 95     | 50–80  | 65     |
| 就学前児 | 3～5歳         | 80-110 | 95     | 50–80  | 65     |
| 学童期   | 6～13歳        | 85-120 | 100    | 55–80  | 65     |
| 思春期   | 13～18歳       | 95-140 | 115    | 60–90  | 75     |

子どもと乳児は、以下の表に示すように成人より速い呼吸数と心拍数を持つ：
| 年齢      | 正常心拍数 （毎分の拍動数） | 正常心拍数 （毎分の拍動数） | 正常呼吸数 （毎分の呼吸数） | 正常呼吸数 （毎分の呼吸数） |
| 年齢      | 範囲                        | 典型例                      | 範囲                        | 典型例                      |
| --------- | --------------------------- | --------------------------- | --------------------------- | --------------------------- |
| 新生児    | 100–160                     | 130                         | 30–50                       | 40                          |
| 0～5か月  | 90–150                      | 120                         | 25–40                       | 30                          |
| 6～12か月 | 80–140                      | 110                         | 20–30                       | 25                          |
| 1～3歳    | 80–130                      | 105                         | 20–30                       | 25                          |
| 3～5歳    | 80–120                      | 100                         | 20–30                       | 25                          |
| 6～10歳   | 70–110                      | 90                          | 15–30                       | 20                          |
| 11～14歳  | 60–105                      | 80                          | 12–20                       | 16                          |
| 15～20歳  | 60–100                      | 80                          | 12–30                       | 20                          |

## モニタリング
バイタルパラメータのモニタリングには、通常少なくとも血圧と心拍数が含まれ、できればパルスオキシメトリと呼吸数も含める。関連するバイタルパラメータを同時に測定・表示するマルチモーダルモニターは、通常集中治療室のベッドサイドモニターや手術室の麻酔器に統合されている。これらにより患者の継続的なモニタリングが可能となり、医療スタッフは患者の全体的な状態の変化について継続的に情報を得ることができる。
モニタリングは従来、看護師や医師によって行われてきたが、消費者自身が使用できる機器を開発している企業もいくつかある。これにはCherish Health、Scanadu、Azoiなどがある。

## 早期警戒スコア
早期警戒スコアは、個々のバイタルサインの値を単一のスコアに組み合わせたものとして提案されている。これは、バイタルサインの悪化が心停止や集中治療室への入室に先行することが多いという認識に基づいている。適切に使用された場合、迅速対応チームは悪化している患者を評価・治療し、有害な転帰を阻止できる。

## ギャラリー
- バイタルサインモニター上の心拍数、酸素飽和度、血圧など。（シミュレーション画面、米国ペンサコーラ海軍病院）
- 循環器科で使用される、5点誘導式の患者モニターに表示された心電図、心拍数、脈波、呼吸数、血中酸素飽和度、血圧、体温など。（表示画面はあくまでデモンストレーションモード。）上位機種なので、3点誘導式のモニタと比べて、より多くの心電図情報が表示されている。
- バイタルサインのチェック。（アメリカ海軍の衛生下士官と日本の医療専門家によるベトナム女性の状態の確認）

## 関連文献
- バイタルサインモニタ入門 久保田博南 秀潤社 ISBN 4879622222
- バイタルサイン収集論 久保田博南 真興交易（株）医書出版部 ISBN 4880037680
- バイタルサインからの臨床診断　改訂版　入江聰五郎　羊土社